# دوقية براونشفايغ لونيبورغ
براونشفايغ لونيبورغ (Braunschweig-Lüneburg) دولة تاريخية بالإمبراطورية الرومانية المقدسة (ألمانيا) في أواخر العصر الحديث. وكما يشير الاسم، كانت براونشفايغ ولونيبورغ المدينتان الرئيسيتان في الدولة . جورج الأول أول ملوك إنكلترا من بيت هانوفر كان دوق براونشفايغ - لونيبورغ وناخب للإمبراطورية الرومانية المقدسة عندما أقر البرلمان الإنكليزي مشروع قانون مرسوم التولية الذي وضع والدته في خط الخلافة بعد الملكة آن. ابنه جورج الثاني وحفيده جورج الثالث ملكا بريطانيا الذي عقد موقف نابليون حين ألغى الإمبراطورية، وليس في 1806. بعد سقوط نابليون، استعاد جورج الثالث أراضيه كملك لهانوفر.